# Рік Бика (срібна монета)
«Рік Бика́» — пам'ятна срібна монета номіналом 5 гривень, випущена Національним банком України, присвячена року Бика, одній із тварин східного календаря, який засновано на дванадцятирічному циклі Юпітера — найбільшої планети Сонячної системи.
Монету введено в обіг 5 січня 2009 року. Вона належить до серії «Східний календар».

## Опис монети та характеристики
| Номінал грн. | Метал            | Маса, г       | Діаметр, мм | Якість виготовлення       | Гурт     | Тираж, штук |
| ------------ | ---------------- | ------------- | ----------- | ------------------------- | -------- | ----------- |
| 5            | срібло 925 проби | 15,55 / 16,81 | 33,0        | спеціальний анциркулейтед | рифлений | 20 000      |

### Аверс
На аверсі монети в оточенні стилізованого рослинного орнаменту розміщено написи: «НАЦІОНАЛЬНИЙ БАНК»/ «УКРАЇНИ»/ «5»/ «ГРИВЕНЬ»; угорі — малий Державний Герб України, унизу — рік карбування монети «2009», а також позначення металу, його проби — «Ag 925», маси в чистоті — 15,55 та логотип Монетного двору Національного банку України.

### Реверс

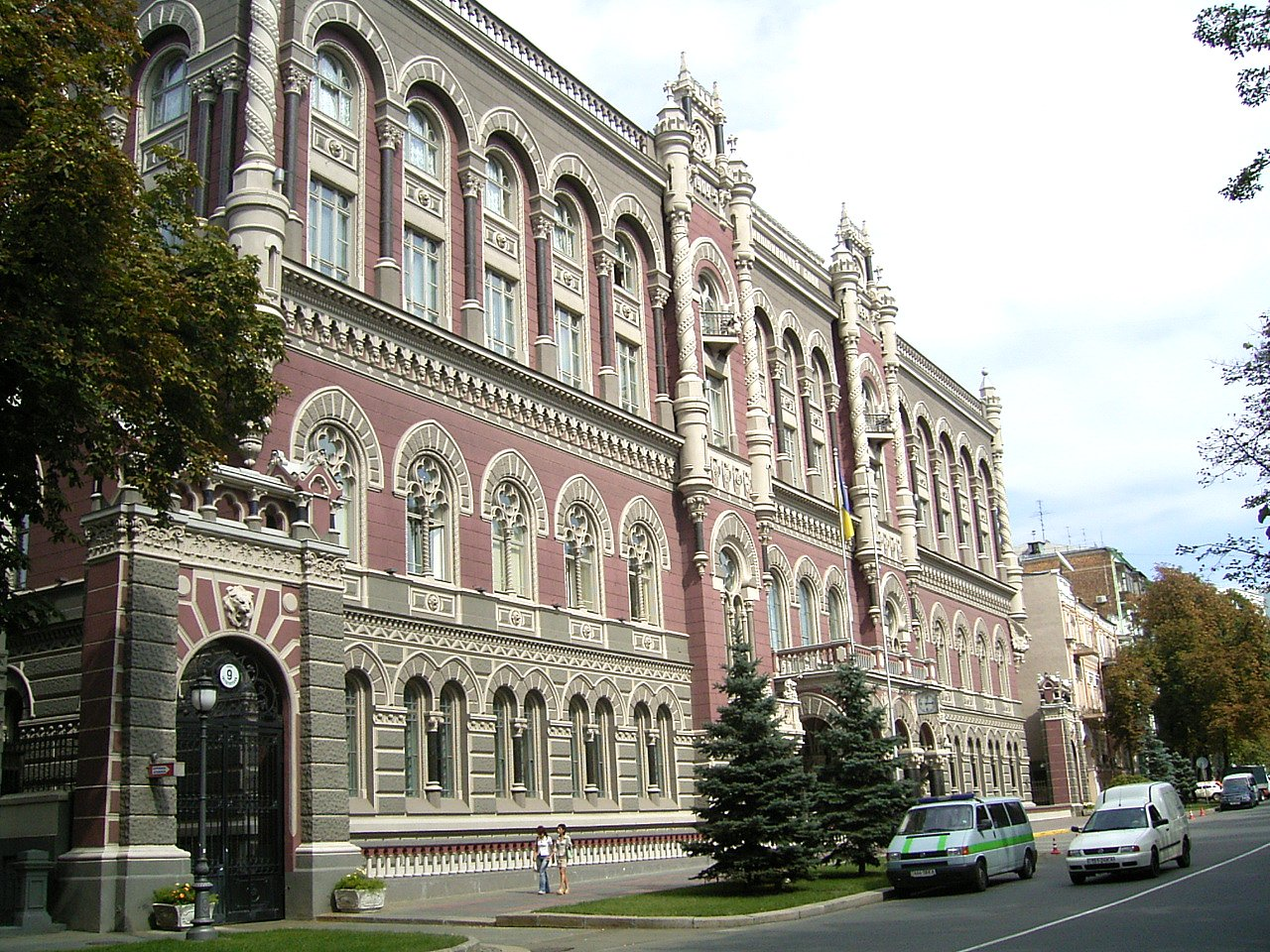
Будівля Національного банку України

На реверсі монети в оточенні стилізованого рослинного орнаменту зображено в лубочному стилі бика (очі його оздоблені 2 рубінами масою по 0,01 карата). Над цією композицією і під нею розміщено абрисні фігурки всіх 12 символів східного календаря.

## Автори
- Художники: Таран Володимир, Харук Олександр, Харук Сергій.
- Скульптори: Атаманчук Володимир, Дем'яненко Анатолій.

## Вартість монети
Ціна монети — 390 гривень була вказана на сайті Національного банку України в 2012 році.
Фактична приблизна вартість монети, з роками змінювалася так:
| Рік        | 2010 | 2011 | 2012 | 2013 | 2014 | 2015 | 2016 | 2017 | 2018 | 2019 | 2020 | 2021  | 2022  | 2023  | 2024  | 2025  |
| ---------- | ---- | ---- | ---- | ---- | ---- | ---- | ---- | ---- | ---- | ---- | ---- | ----- | ----- | ----- | ----- | ----- |
| Ціна, грн. | 340  | 350  | 480  | 480  | 350  | 530  | 500  | 570  | 570  | 570  | 600  | 1 250 | 1 250 | 3 400 | 1 750 | 2 300 |